# Paratriatoma
Paratriatoma es un género de vinchucas de la familia Reduviidae. Solo se encuentra una especie descrita en Paratriatoma, P. hirsuta.

## Lecturas sugeridas
- Péricart, J.; Golub, V. B. (1996).  Aukema, Berend; Rieger, Christian, eds. Catalogue of the Heteroptera of the Palaearctic Region, Vol. 2: Cimicomorpha I. The Netherlands Entomological Society. ISBN 978-90-71912-15-3.
- Schuh, Randall T.; Weirauch, Christiane; Wheeler, Ward C. (2009). «Phylogenetic relationships within the Cimicomorpha (Hemiptera: Heteroptera): a total-evidence analysis». Systematic Entomology 34 (1): 15-48. doi:10.1111/j.1365-3113.2008.00436.x.